# Bantunan
Bantunan is een bestuurslaag in het regentschap Lahat van de provincie Zuid-Sumatra, Indonesië. Bantunan telt 1030 inwoners (volkstelling 2010).